# Sanpan
Sanpan (kinesiska: 三盘, 三盘乡) är en socken i Kina. Den ligger i provinsen Zhejiang, i den östra delen av landet, omkring 280 kilometer söder om provinshuvudstaden Hangzhou. Sanpan ligger på ön Dasanpan Yu.
Genomsnittlig årsnederbörd är 2 049 millimeter. Den regnigaste månaden är juni, med i genomsnitt 283 mm nederbörd, och den torraste är juli, med 78 mm nederbörd.